# Ouro Preto do Oeste
Ouro Preto do Oeste là một đô thị thuộc bang Rondônia, Brasil. Đô thị này có diện tích 1978,24 km², dân số năm 2007 là 36040 người, mật độ 18,22 người/km².